# خدمتکاران (رمان)
خدمتکار نام رمانی است که کاترین استاکت نویسنده آمریکایی نوشته و در سال ۲۰۰۹ منتشر شده‌است.
خدمتکار اولین رمان کاترین استاکت است که نوشتن آن ۵ سال طول کشیده و ۶۰ ناشر آن را برای چاپ نپذیرفتند تا این که سرانجام در سال ۲۰۰۹ منتشر شد. این رمان در بیش از ۳۵ کشور منتشر شده و تا اوت ۲۰۱۱، پنج میلیون نسخه از آن فروخته شده‌است.
این رمان بیش از ۱۰۰ هفته در لیست پرفروش‌ترین کتاب‌های نیویورک تایمز بوده‌است.
داستان در جکسون، میسیسیپی ۱۹۶۴-۱۹۶۲ روی می‌دهد.
تغییر و تحول در هر جامعه‌ای، داستان‌های گوناگونی خلق می‌کند و «خدمتکار» روایت‌گر یکی از همین تغییرهاست. رمان در میانهٔ قرن بیستم میلادی می‌گذرد، دههٔ شصت به اواخر خود نزدیک می‌شود و زندگی‌های گوناگونی در این فاصله، درهم گره خورده‌اند: امریکا تغییر می‌کند و این تغییرات بیشتر اجتماعی هستند. جنگ ویتنام به روزهای سیاه خود نزدیک می‌شود، جنبش سیاه‌پوستان اوج گرفته‌است، فاصله بین نسل‌ها گسترش یافته و جامعه در حد و مرز انفجار قرار گرفته‌است. در این میان، در ایالت می‌سی‌سی‌پی (یک ایالت جنوبی و بشدت نژادپرست) زندگی رنگین‌پوستان و سفیدپوستان درهم تنیده شده‌است.
کتاب در جامعهٔ طبقهٔ متوسط و ثروتمند سفیدپوست می‌گذارد، در کنار خدمتکارهای رنگین‌پوست و خانواده‌های آنان. رمان ساختار روایتی تکه‌تکه‌ای دارد: چند شخصیت کلیدی، هرکدام فصل‌هایی را برای ما روایت می‌کنند و این روایت‌ها، در کنار اخبار و گزارش‌هایی که جابه‌جا درون رمان جای گرفته، به خواننده این اجازه را می‌دهد تا خود تصمیم بگیرد که در روایت داستانی چه می‌گذرد: آدم‌ها می‌آیند و می‌روند، مکان‌ها عوض می‌شوند و از یک ماجرا، تفسیرهای کاملاً متفاوتی عرضه می‌شود اما ساختار کلی داستانی یکی است، خدمتکارها و روزگار آن‌ها. همان‌طور که کاترین استاکت در موخرهٔ خود بر کتاب می‌نویسد:
«با اطمینان می‌توانم بگویم که هیچ‌کس در خانوادهٔ من هرگز از دیمیتری نپرسیده بود سیاه‌پوست بودن در می‌سی‌سی‌پی، و کار کردن برای خانوادهٔ سفید ما چه احساسی دارد. هرگز به ذهنمان خطور نکرد بپرسیم. روال معمولی زندگی همین بود. چیزی نبود که مردم احساس کنند ملزم هستند بررسی و تحقیق کنند.
سال‌ها آرزو می‌کردم کاش آن‌قدر بزرگ و عاقل بودم تا از دیمیتری این سؤال را بپرسم. وقتی شانزده سالم بود مرد. سال‌ها، پیش خودم تصور می‌کردم پاسخش چه می‌توانست باشد. و به همین خاطر است که این کتاب را نوشتم.»

## فیلم
فیلم خدمتکار بر اساس داستان این کتاب به کارگردانی تیت تیلور در سال ۲۰۱۱ ساخته شد.